# Jagodne (Lublin)
Jagodne [pronunciación en polaco: /jaˈɡɔdnɛ/] es un pueblo ubicado en el distrito administrativo de Gmina Kłoczew, dentro del Condado de Ryki, Voivodato de Lublin, en Polonia oriental. Se encuentra aproximadamente a 14 kilómetros al noreste de Ryki y a 68 kilómetros al noroeste de la capital regional Lublin.
El pueblo tiene una población de 64 habitantes.